# Jericho Appreciation Society
Jericho Appreciation Society fue un stable heel de lucha libre profesional, formado en la empresa de lucha libre profesional estadounidense All Elite Wrestling (AEW), creado y dirigido por Chris Jericho. El grupo también está formado por Jake Hager, Angelo Parker, Matt Menard, Daniel García, Anna Jay, Sammy Guevara y Tay Conti. 
El gimmick del grupo utiliza las referencias de "entretenimiento deportivo", un término utilizado anteriormente por la WWE, donde Jericho luchó anteriormente desde 1999 hasta 2018.

## Historia

### Orígenes
Los orígenes del grupo provienen del stable original de Jericho conocido como The Inner Circle, con Jericho y Jake Hager como compañeros de equipo durante la existencia del grupo, así como Santana y Ortiz. A principios del 2022, Jericho comenzó a tener una pelea con Santana y Ortiz, como resultado de la enemistad de Jericho con Eddie Kingston, de quien Santana y Ortiz eran buenos amigos (tanto en la pantalla como en la vida real), con Santana y Ortiz dudando para apoyar a Jericó de todo corazón.
Tras la derrota de Jericho ante Kingston en Revolution, Jericho se negó a estrechar la mano de Kingston. En el episodio del 9 de marzo de AEW Dynamite, Jericho fingió querer estrechar la mano de Kingston, solo para atacarlo volviéndose rudo en el proceso, Santana y Ortiz con la ayuda de Hager, 3.0 (Angelo Parker y Matt Menard) y Daniel García, y con ello el grupo de The Inner Circle, llegó a su disolución total y la creación de Jericho Appreciation Society, una agrupación inspirada por partícipes del mundo del entretenimiento deportivo.

### Pelea con Kingston, Santana, Ortiz y Blackpool Combat Club
La semana siguiente, Jericho declaró que los fanáticos y The Inner Circle no lo apreciaban y que Kingston lo avergonzó al obligarlo a rendirse. Luego apodó al stable como "animadores deportivos" que derrotan a los "luchadores profesionales". En el episodio del 11 de mayo de AEW Dynamite, Kingston, junto con Santana y Ortiz, se unieron al Blackpool Combat Club (compuesto por William Regal, Bryan Danielson, Jon Moxley y Wheeler Yuta) para luchar contra Jericho Appreciation Society. La semana siguiente, Kingston acordó formar equipo con Moxley y Danielson, junto con Santana y Ortiz, para luchar contra Jericho Appreciation Society en un combate de Anarchy in the Arena en Double or Nothing, en el que Jericho Appreciation Society salió victorioso. El 15 de junio en Road Rager, Jericho derrotó a Ortiz en un combate Hair vs. Hair (cabellera contra cabellera) luego de la interferencia del excompañero de equipo de The Inner Circle, Sammy Guevara, quien junto con su novia Tay Conti, se unió al stable. En la misma noche, tanto Lance Archer como El Desperado también se unieron al stable atacando tanto a Moxley como a Hiroshi Tanahashi.

## Integrantes
| * | miembros fundadores |
| L | líder               |

| Miembros                 | Se unió              |
| ------------------------ | -------------------- |
| Chris Jericho (L)        | 09 de marzo de 2022* |
| Jake Hager               | 09 de marzo de 2022* |
| Angelo Parker            | 09 de marzo de 2022* |
| Matt Menard              | 09 de marzo de 2022* |
| Daniel Garcia            | 09 de marzo de 2022* |
| Sammy Guevara            | 15 de junio de 2022  |
| Tay Conti / Tay Melo     | 15 de junio de 2022  |
| Anna Jay / Anna Jay A.S. | 20 de julio de 2022  |

## Campeonatos y logros
- Lucha Libre AAA Worldwide
  - Campeonato Mundial en Parejas Mixto de AAA (1 vez) - Guevara & Melo

- Pro Wrestling Guerrilla
  - PWG World Championship (1 vez, actual) – Garcia

- Ring of Honor
  - ROH World Championship (1 vez) – Jericho
  - ROH Pure Championship (1 vez) – Garcia

- Wrestling Observer Newsletter
  - Lucha de 5 estrellas (2022) The Jericho Appreciation Society (Chris Jericho, Jake Hager, Daniel Garcia, Matt Menard & Angelo Parker) vs. The Blackpool Combat (Jon Moxley & Bryan Danielson), Eddie Kingston, Santana & Ortiz en Double or Nothing el 29 de mayo